# Charles Lullier
Charles-Ernest Lullier, né le 28 avril 1838 à Mirecourt (Lorraine) et mort le 24 juillet 1891 au Panama, est un militaire, journaliste, écrivain et homme politique français.
Personnalité excentrique et violente, Chares Lullier commence sa carrière comme marin avant de s'engager en politique contre le Second Empire dans les rangs républicains. En 1871, il rejoint la Commune de Paris durant laquelle son  comportements a été sujet à de vives polémiques. Condamné au bagne, il revient en France et s'investit de nouveau en politique notamment dans le mouvement boulangiste auquel il participe.  

## Biographie

### Origines et premières années dans la marine
D’origine bourgeoise, il est admis à l'École navale à Brest en 1854 et devient officier de marine. Il y parcourt une carrière chaotique, marquée par des fautes professionnelles et des désordres du comportement qui lui valent d'être mis en non-activité par retrait d’emploi à deux reprises et finalement réformé « pour faute grave contre la discipline » en 1869 au grade de lieutenant de vaisseau. Il en garde une vive rancœur contre le ministre de la Marine, l'amiral Charles Rigault de Genouilly, qu'il insulte violemment. Il profite de l'une de ses mises à pied pour publier un Essai sur l'histoire de la tactique navale et des évolutions de mer : la marine du passé et la marine contemporaine (1867).
Sa conduite privée est tout aussi perturbée et marque une personnalité excentrique et peu équilibrée. Les témoignages de ses proches convergent dans l'évocation d'un individu à la fois pittoresque et excessif. Victor du Bled le présente comme une « tête volcanique, auteur d'un ouvrage militaire où il établissait d'avance les points stratégiques et tactiques de la défense ou de l'attaque de Paris contre le Gouvernement, assez instruit, manquant totalement de balancier moral. […] Je le revis souvent, il dîna chez mes parents, et je dois confesser qu'il leur fit l'effet d’un triple toqué, tandis que le personnage me séduisait assez par les récits de ses campagnes sur mer ». Il le perçoit comme « un être violent, déséquilibré, presque talentueux ». Un autre ami de Lullier est Arthur Ranc, qui en brosse un portrait tout aussi haut en couleur : « Lullier n'était pas le premier venu. Très intelligent, très brave, il avait des connaissances militaires assez étendues. Malheureusement, il fallait le prendre avant six heures du soir, avant que l'absinthe eût fait son œuvre. Après, on n'avait plus devant soi qu'un alcoolique quelquefois dangereux. Avec cela, un orgueil démesuré. il se croyait sincèrement un grand écrivain, un grand politique et un soldat de génie. Il avait persuadé à beaucoup de bonnes gens qu'il était le premier homme d'épée du monde, et peut-être en était-il convaincu lui-même. La vérité, c'est qu'il ne s'est jamais battu qu'avec un jeune étudiant fort inexpérimenté en escrime. Lullier ne fréquentait aucune salle d'armes, afin, disait-il, qu'on ne connût pas son jeu. Je ne pense pas que personne l'ait jamais vu tirer dans un assaut sérieux. Il vivait sur la légende qu'il s'était fabriquée lui-même ».
Plusieurs fois incarcéré pour troubles à l'ordre public (ivresse, tapage, injures, etc.), Lullier est même brièvement interné à l'asile de Charenton pour une évaluation psychiatrique.
Provocateur au tempérament belliqueux, il est condamné à deux mois de prison par le tribunal de la Seine pour s’être battu en duel contre un clerc de notaire à Bagatelle le 3 octobre 1868. Il défie aussi un des plus redoutables bretteurs de l'époque sur un motif extravagant, « en allant souffleter Paul de Cassagnac, sous prétexte que celui-ci avait insulté Jules Favre de la manière la plus violente : Jules Favre c'est mon père ! clamait Lullier pour donner une couleur à cette absurde provocation. Paul de Cassagnac refusa de se battre avec ce fou ».

### Le  «général fou de la Garde nationale»
Engagé politiquement dans le milieu républicain, Charles Lullier fraye avec Gustave Flourens et Henri Rochefort, qui lui apportent leur soutien lorsque, depuis sa prison, il se présente aux élections législatives de 1869 comme candidat « révolutionnaire socialiste » dans la 3e circonscription de la Seine.
Devenu colonel dans la Garde nationale lors de la Guerre franco-allemande de 1870, il sert à Tours au sein de l’armée de la Loire, et y défraye la chronique par un scandale public contre des officiers évadés de Metz, qui lui vaut d’être mis aux arrêts, et par ses prétentions excessives, en réclamant successivement en vain à Gambetta le commandement d’une division puis d’un corps d’armée. Il y est aussi l'auteur d'un plan d'opérations qui n'est pas retenu par le Gouvernement de la Défense nationale.
Rentré à Paris, Lullier est nommé commandant en chef de la Garde Nationale par le Comité central au lendemain du Soulèvement du 18 mars 1871. Mais, jugé incapable, il est relevé de ses fonctions cinq jours plus tard. D'abord écroué à la prison de Mazas, il conserve des amitiés parmi les gardes nationaux ce qui lui permet d'obtenir un régime de semi-liberté pendant la Commune. Le 4 juin il est arrêté par les Versaillais. Condamné à mort, sa peine est commuée en travaux forcés à perpétuité qu'il subit au bagne de Nouméa. 

### De retour en France: bagarres, journalisme et boulangisme
Il bénéficie de la loi d'amnistie de 1880 et rentre en France le 6 janvier 1881. Il célèbre son retour en publiant à compte d'auteur un livre de souvenirs intitulé Mes cachots et en présentant sa candidature aux élections législatives de 1881 dans le Xe arrondissement de Paris où il écrasé par Camille Pelletan. Sa réputation auprès de ses anciens compagnons de captivité est controversée : il est « accusé par les frères et amis d'avoir reçu de l'argent de M. Thiers, obtenu en prison un traitement meilleur que celui des autres condamnés. En 1882, Lissagaray et ses amis instruisent son procès » rapporte Victor du Bled. Il s'agit en fait d'un jury d'honneur où son attitude pendant la Commune et au bagne est flétrie publiquement.
Lullier reste cependant engagé à l'extrême-gauche et continue à militer en écrivant dans la presse progressiste. Il dirige un journal républicain en Corse, La République de Bastia. Candidat à la députation dans la circonscription de Toulon lors des élections législatives de 1889, il s'y fait remarquer par son comportement excentrique et exalté : « On vit débarquer, à Toulon, deux candidats nouveaux. Le premier, c’était Charles Lullier, ancien général de la Commune, auteur d’un volume : Mes Prisons, qui fut débarqué par les communards et accusé (à tort, je pense) de trahison. Ce Lullier était un être effroyable. Il vidait, chaque soir, les trois quarts d’une bouteille de picon et, quand l’alcool le travaillait, il se découvrait une âme de pessimiste, invoquait Schopenhauer, appelait le Néant et braquait son revolver sur ses interlocuteurs effarés. […] Lullier s’adressait aux rouges. Duc en appelait à la classe ouvrière du port et de l’arsenal. Le premier obtint quelque douze cents voix et le second à peu près un millier ».
Sa vie agitée trouva son terme aux antipodes. Recruté comme agent à Panama de la Compagnie Générale Transatlantique en mars 1890, il meurt à ce poste l'année suivante.

## Publications
- Essai sur l'histoire de la tactique navale et des évolutions de mer : la marine du passé et la marine contemporaine, Paris, Tanera, 1867, 447 p.
- Mes cachots, Paris, Chez l'auteur, 1881, 454 p.